# Alla mia età Live in Rome
Alla mia età Live in Rome è il primo album video del cantautore italiano Tiziano Ferro, pubblicato il 20 novembre 2009.
Il disco si è rivelato l'ottavo DVD musicale più venduto del 2010 in Italia.

## Descrizione
Diretto da Cristian Biondani, contiene la registrazione dei concerti allo Stadio Olimpico di Roma tenutisi il 24 e il 25 giugno 2009, due delle tappe dell'Alla mia età Tour 2009/10. Il repertorio è quello degli album Rosso relativo, 111, Nessuno è solo e Alla mia età.
Al concerto ha preso parte in qualità di ospite d'eccezione la cantante Fiorella Mannoia, con la quale Ferro ha eseguito il brano Il re di chi ama troppo, scritto per lei dal cantautore.
Oltre alla versione standard, è stata commercializzata anche un'edizione limitata contenente alcuni gadget aggiuntivi. È inoltre presente un retroscena in cui è possibile vedere Ferro e i suoi compagni di viaggio dietro le quinte nei momenti che precedono i concerti, registrato da Mauro Lovisetto nelle date precedenti e allo Stadio Olimpico.

## Tracce
Concerto
Testi e musiche di Tiziano Ferro, eccetto dove indicato.
1. La tua vita non passerà – 4:15
2. Intro – 0:54
3. Stop! Dimentica – 3:46
4. L'olimpiade – 3:48
5. La paura non esiste – 3:53
6. Imbranato – 5:00
7. Indietro – 4:05 (testo: Ivano Fossati, Tiziano Ferro)
8. Rosso relativo – 3:41
9. Ed ero contentissimo – 4:12
10. Ti voglio bene – 4:07
11. Breakers – 2:11
12. La traversata dell'estate – 3:30
13. Xdono – 4:07
14. Tiziano Ferro presenta Fiorella Mannoia – 0:34
15. Il re di chi ama troppo (con Fiorella Mannoia) – 3:51
16. Sere nere – 4:27
17. E fuori è buio – 3:48 (musica: Tiziano Ferro, Diana Tejera)
18. Assurdo pensare – 4:53
19. Interludio – 1:57
20. Per un po' sparirò – 2:06
21. Il tempo stesso – 2:11 (musica: Tiziano Ferro, Franco Battiato)
22. Non ti scordar mai di me – 2:28 (testo: Roberto Casalino – musica: Tiziano Ferro, Roberto Casalino)
23. Xverso – 3:50
24. E Raffaella è mia – 6:10
25. Scivoli di nuovo – 4:11 (Tiziano Ferro, Diana Tejera)
26. Ti scatterò una foto – 4:54
27. Il sole esiste per tutti – 4:21
28. Il regalo più grande – 3:48
29. Alla mia età – 3:26
30. Non me lo so spiegare – 4:01
31. Tanto pe' cantà – 3:43 (testo: Natale Alberto Simeoni – musica: Ettore Petrolini)

Extra
1. Backstage Live in Rome – 18:00

## Formazione
- Tiziano Ferro – voce
- Davide Tagliapietra, Alessandro De Crescenzo – chitarra
- Pino Saracini – basso
- Christian "Noochie" Rigano – tastiere
- Mylious Johnson – batteria
- Leonardo Di Angilla – percussioni
- Mary Montesano, Maria Cellamaro – coro